# Lekkoatletyka na Letnich Igrzyskach Olimpijskich 1964 – bieg na 110 m przez płotki mężczyzn
Bieg na 110 metrów przez płotki mężczyzn podczas XVIII Letnich Igrzysk Olimpijskich w Tokio rozegrano 17 (eliminacje) i 18 października 1964 (półfinały i finał) na Stadionie Olimpijskim w Tokio. Zwycięzcą został Amerykanin Hayes Jones, brązowy medalista poprzednich igrzysk olimpijskich w Rzymie.

## Rekordy

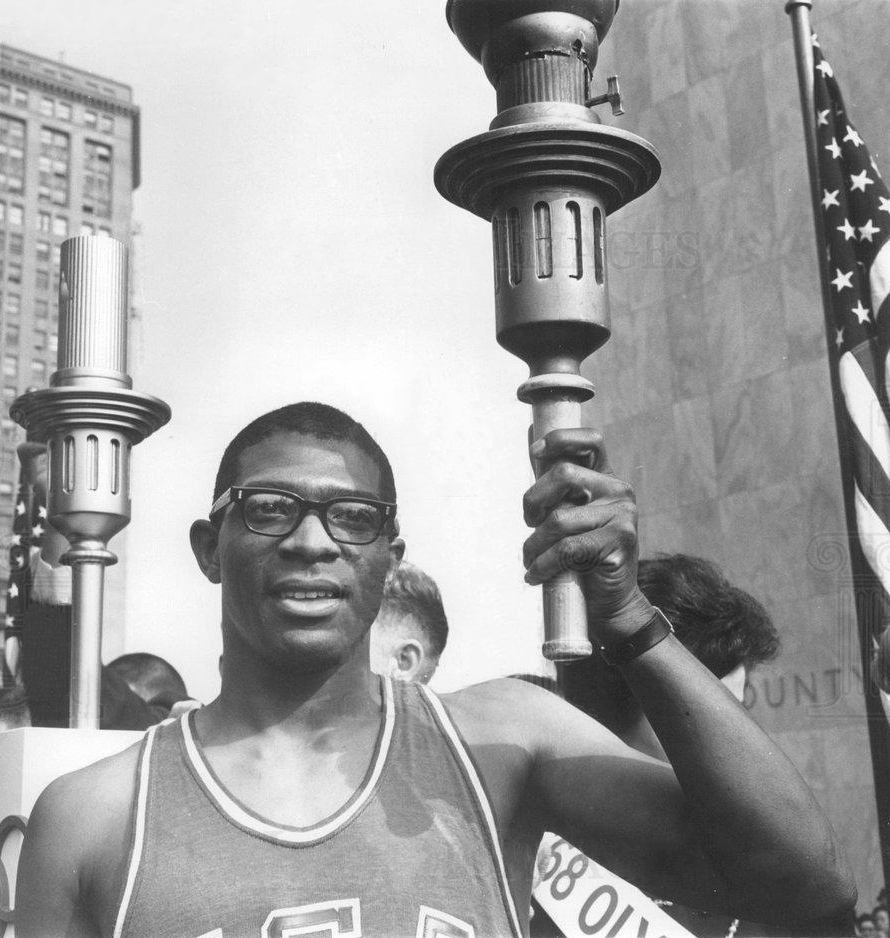
Hayes Jones

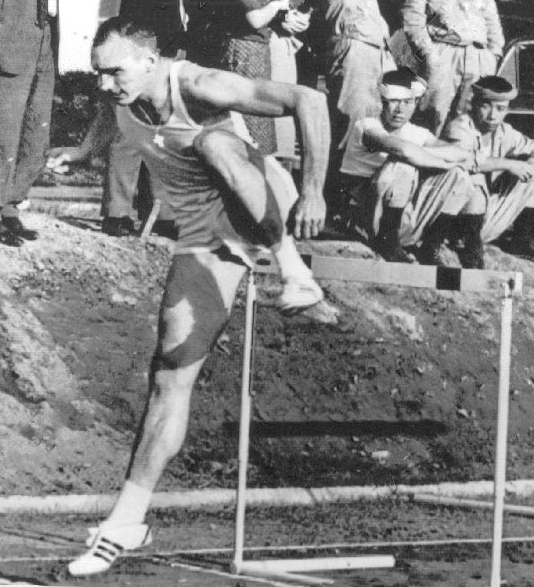
Blaine Lindgren

|                   | zawodnik     | narodowość        | czas | data                   | miejsce   |
| ----------------- | ------------ | ----------------- | ---- | ---------------------- | --------- |
| Rekord świata     | Martin Lauer | RFN               | 13,2 | 7 lipca 1959(dts)      | Zurych    |
| Rekord świata     | Lee Calhoun  | Stany Zjednoczone | 13,2 | 21 sierpnia 1960(dts)  | Berno     |
| Rekord olimpijski | Lee Calhoun  | Stany Zjednoczone | 13,5 | 26 listopada 1956(dts) | Melbourne |
| Rekord olimpijski | Jack Davis   | Stany Zjednoczone | 13,5 | 26 listopada 1956(dts) | Melbourne |

## Wyniki
| Poz. - pozycja |
| – rekord świata \| – rekord krajowy \| – rekord życiowy \| = – wyrównany rekord życiowy \| · – najlepszy wynik w sezonie \| = – wyrównany najlepszy wynik w sezonie \| – rekord olimpijski |
| Fn – falstart \| DNF – nie ukończył \| DNS – nie wystartował \| DSQ – zdyskwalifikowany |

### Eliminacje
Rozegrano pięć biegów eliminacyjnych. Do półfinałów awansowało po trzech najlepszych zawodników z każdego biegu (Q) oraz jeden z najlepszym czasem spośród pozostałych (q).

#### Bieg 1
| Poz. | Zawodnik         | Narodowość        | Rezultat | Uwagi |
| ---- | ---------------- | ----------------- | -------- | ----- |
| 1    | Giorgio Mazza    | Włochy            | 14,2     | Q     |
| 2    | Willie Davenport | Stany Zjednoczone | 14,2     | Q     |
| 3    | Hirokazu Yasuda  | Japonia           | 14,5     | Q     |
| 4    | Folu Erinle      | Nigeria           | 14,5     |       |
| 5    | Aggrey Awori     | Ghana             | 14,6     |       |
| 6    | Arnaldo Bristol  | Portoryko         | 14,6     |       |
| 7    | Wallie Babb      | Rodezja Północna  | 14,7     |       |

#### Bieg 2
| Poz. | Zawodnik            | Narodowość               | Rezultat | Uwagi |
| ---- | ------------------- | ------------------------ | -------- | ----- |
| 1    | Blaine Lindgren     | Stany Zjednoczone        | 14,2     | Q     |
| 2    | Aleksandr Kontariew | ZSRR                     | 14,2     | Q     |
| 3    | Hinrich John        | Niemcy                   | 14,3     | Q     |
| 4    | Laurie Taitt        | Wielka Brytania          | 14,5     |       |
| 5    | Ghulam Raziq        | Pakistan                 | 14,7     |       |
| 6    | Heriberto Cruz      | Portoryko                | 14,9     |       |
| 7    | Juan Carlos Dyrzka  | Argentyna                | 15,2     |       |
| 8    | Simbara Maki        | Wybrzeże Kości Słoniowej | 15,3     |       |

#### Bieg 3
| Poz. | Zawodnik            | Narodowość        | Rezultat | Uwagi |
| ---- | ------------------- | ----------------- | -------- | ----- |
| 1    | Anatolij Michajłow  | ZSRR              | 14,1     | Q     |
| 2    | Giovanni Cornacchia | Włochy            | 14,2     | Q     |
| 3    | Bo Forssander       | Szwecja           | 14,3     | Q     |
| 4    | Cliff Nuttall       | Kanada            | 14,8     |       |
| 5    | Bernard Fournet     | Francja           | 14,8     |       |
| 6    | Çetin Şahiner       | Turcja            | 15,1     |       |
| 7    | Virgil Okiring      | Uganda            | 15,5     |       |
| –    | Lin Kuei-Chang      | Republika Chińska | DNS      |       |

#### Bieg 4
| Poz. | Zawodnik            | Narodowość | Rezultat | Uwagi |
| ---- | ------------------- | ---------- | -------- | ----- |
| 1    | Eddy Ottoz          | Włochy     | 14,6     | Q     |
| 2    | Lázaro Betancourt   | Kuba       | 14,6     | Q     |
| 3    | Walentin Czistiakow | ZSRR       | 14,7     | Q     |
| 4    | Leopold Mariën      | Belgia     | 14,9     |       |
| 5    | Georgios Marsellos  | Grecja     | 14,9     |       |
| 6    | Kuda Ditta          | Malezja    | 15,1     |       |
| 7    | Christian Voigt     | Niemcy     | 15,1     |       |
| 8    | Samir Vincent       | Irak       | 16,2     |       |

#### Bieg 5
| Poz. | Zawodnik                 | Narodowość        | Rezultat | Uwagi |
| ---- | ------------------------ | ----------------- | -------- | ----- |
| 1    | Marcel Duriez            | Francja           | 14,2     | Q     |
| 2    | Hayes Jones              | Stany Zjednoczone | 14,2     | Q     |
| 3    | Mike Parker              | Wielka Brytania   | 14,2     | Q     |
| 4    | Gurbachan Singh Randhawa | Indie             | 14,3     | q     |
| 5    | Werner Trzmiel           | Niemcy            | 14,3     |       |
| 6    | Akira Tanaka             | Japonia           | 14,5     |       |
| 7    | Edward Akika             | Nigeria           | 14,7     |       |

### Półfinały
Rozegrano dwa biegi półfinałowe. Do finału awansowało po czterech najlepszych zawodników z każdego biegu.

#### Bieg 1
| Poz. | Zawodnik                 | Narodowość        | Rezultat | Uwagi |
| ---- | ------------------------ | ----------------- | -------- | ----- |
| 1    | Anatolij Michajłow       | ZSRR              | 13,9     | Q     |
| 2    | Gurbachan Singh Randhawa | Indie             | 14,0     | Q     |
| 3    | Giorgio Mazza            | Włochy            | 14,0     | Q     |
| 4    | Marcel Duriez            | Francja           | 14,0     | Q     |
| 5    | Hinrich John             | Niemcy            | 14,1     |       |
| 6    | Lázaro Betancourt        | Kuba              | 14,2     |       |
| 7    | Willie Davenport         | Stany Zjednoczone | 14,2     |       |
| –    | Walentin Czistiakow      | ZSRR              | DSQ      |       |

#### Bieg 2
| Poz. | Zawodnik            | Narodowość        | Rezultat | Uwagi |
| ---- | ------------------- | ----------------- | -------- | ----- |
| 1    | Blaine Lindgren     | Stany Zjednoczone | 13,9     | Q     |
| 2    | Giovanni Cornacchia | Włochy            | 14,0     | Q     |
| 3    | Hayes Jones         | Stany Zjednoczone | 14,0     | Q     |
| 4    | Eddy Ottoz          | Włochy            | 14,1     | Q     |
| 5    | Bo Forssander       | Szwecja           | 14,2     |       |
| 6    | Aleksandr Kontariew | ZSRR              | 14,2     |       |
| 7    | Hirokazu Yasuda     | Japonia           | 14,3     |       |
| 8    | Mike Parker         | Wielka Brytania   | 14,6     |       |

### Finał
| Poz. | Zawodnik                 | Narodowość        | Rezultat | Uwagi |
| ---- | ------------------------ | ----------------- | -------- | ----- |
| 1    | Hayes Jones              | Stany Zjednoczone | 13,6     |       |
| 2    | Blaine Lindgren          | Stany Zjednoczone | 13,7     |       |
| 3    | Anatolij Michajłow       | ZSRR              | 13,7     | =     |
| 4    | Eddy Ottoz               | Włochy            | 13,8     | =     |
| 5    | Gurbachan Singh Randhawa | Indie             | 14,0     |       |
| 6    | Marcel Duriez            | Francja           | 14,0     |       |
| 7    | Giovanni Cornacchia      | Włochy            | 14,1     |       |
| 8    | Giorgio Mazza            | Włochy            | 14,1     |       |